# Canal de Juankoski
Le canal de Juankoski (finnois : Juankosken kanava) est un canal situé à Juankoski dans la municipalité de Kuopio en Finlande.

## Description
Le canal, de 370 m de long et d'une chute de 6,0 m.
Le canal est situé dans le centre de Juankoski, à côté des usines industrielles, et a été achevé à l'été 2002.
Les dimensions autorisées des bateaux sont (longueur 30,0 m x largeur 7 m x tirant d'eau 1,8 m x hauteur 8 m).
Le canal fait partie de la voie navigable de Nilsiä (Kallavesi-Akonvesi-Vuotjärvi-Syväri).
La seututie 569 traverse le canal.